# 神崎縷々
神崎 縷々（かんざき るる、 明治32年（1899年）2月11日 - 昭和11年（1936年）2月28日）は、日本の俳人。本名は神崎 主計。

## 来歴
福岡県宗像郡神興村津丸（現・福津市）生まれ。旧制小倉中学校（現・福岡県立小倉高等学校）を経て、1922年東京高等商業学校（現・一橋大学）本科卒業。吉岡禅寺洞に師事した。
藤本ビルブローカー銀行、久原商事、貝島商事を経て、1932年、小倉市京町に火薬商の神崎商店を設立し、同社支配人に就任。ジー・ワインベルゲン商会小倉支店長も務めていたが、1936年に37歳で死去した。

## 親族
井筒屋設立者の神崎慶次郎元小倉市長は叔父で養父。倉田主税元日立製作所社長は兄。倉田興人元三井鉱山社長は弟。